# Nate Diaz
Nathan Donald Diaz, född 16 april 1985 i Stockton, Kalifornien, är en amerikansk MMA-utövare som sedan 2007 tävlar i organisationen Ultimate Fighting Championship. Han har även tävlat i WEC, Pancrase och Strikeforce. Diaz vann den femte säsongen av The Ultimate Fighter. Diaz har svart bälte i brasiliansk jiu-jitsu.
Han har en äldre bror, Nick Diaz, som också är framgångsrik inom sporten.

## Karriär
Diaz gjorde sin debut inom professionell MMA den 21 oktober 2004 och vann matchen via submission.
Han gick under de kommande åren ytterligare sex matcher innan han 2007 blev uttagen till den femte säsongen av The Ultimate Fighter där sexton lättviktare tävlade om ett kontrakt med organisationen UFC. Diaz vann kontraktet efter vinster mot bland andra Gray Maynard och Manvel Gamburyan.
Diaz mötte den dåvarande lättviktsmästaren Benson Henderson i en titelmatch den 8 december 2012 och förlorade matchen via domslut.
Diaz mötte Conor McGregor i en match i weltervikt den 5 mars 2016 på UFC 196. McGregor skulle ha mött Rafael dos Anjos i en titelmatch i lättvikt men Dos Anjos tvingades dra sig ur efter att ha brutit foten på träning med mindre än två veckor kvar till matchen.  Diaz vann via submission i den andra ronden.
I juni 2016 blev det klart att Diaz och McGregor skulle mötas i en returmatch den 20 augusti 2016 på UFC 202. McGregor vann matchen via domslut.
Diaz förväntades möta Dustin Poirier på UFC 230 den 3 november 2018 men matchen blev inställd då Poirier drog sig ur på grund av en höftskada.
Efter tre års frånvaro återvände Diaz till oktagonen och mötte Anthony Pettis som andra huvudmatch, co-main, den 17 augusti 2019 på UFC 241: Cormier vs. Miocic 2 och vann en tuff match via domslut.  Diaz, en ständig provokatör, tände en "blunt" med okänt innehåll på sin öppna träning inför matchen på UFC 241: Cormier vs. Miocic 2. Matchen dominerades av Diaz som vann via enhälligt domslut.
I ringintervjun efter matchen utmanade Diaz Jorge Masvidal som sin näste motståndare. UFC:s matchfixare skred till verket och ordnade ett möte mellan de två som huvudmatch på UFC 244. Matchen skulle avgöra vilka av de två som var MMA-världens BMF, Baddest MotherFucker. UFC:s president Dana White gillade idén och ett bälte tillverkades för mötet. "The Rock" närvarade för att sätta bältet på vinnaren.  Vid mötet mellan Masvidal och Diaz på UFC 244 dominerade Masvidal Diaz i tre ronder och matchläkaren bröt matchen mellan rond 3 och 4 och därmed vann Masvidal BMF-titeln.